# Примусова гетеросексуальність
Примусова (компульсивна, обов'язкова) гетеросексуальність (англ. compulsory heterosexuality) — у фемтеорії широка практика пропагування та/або нав'язування гетеросексуальності як нормативної та привілейованої форми сексуальної орієнтації, єдино природної, а, відтак, морально і соціально прийнятної. Концепт ввела американська лесбійська феміністка Едрієнн Річ у 1982 році в есе «Примусова гетеросексуальність і лесбійське існування».

## Концепція
У феміністичній теорії примусова гетеросексуальність розглядається як основа і фундамент, на якому існує і підтримується гетеросексистська соціокультурна матриця, у якій перебуває кожна особистість ще до народження, історично сконструйована таким чином, що гетеросексуальність домінує над усіма іншими формами сексуальності.
Примусова гетеросексуальність є політико-ідеологічним інструментом у патріархальній системі, в якій вона постійно нав'язується, регулюється, організовується, пропагується і зберігається за рахунок культурних, символічних, ідеологічних, політичних і політико-правових засад, а крізь призму гегемонного її положення — сприймається як щось природне і справжнє, на відміну від чогось незрозумілого і того, що перебуває за замовчуванням поза здоровим глуздом. Саме через це будь-які інші форми сексуальності у цій матриці розглядаються або як маргінальні, або як перверсії, або, як щось «грішне».
Серед вчених, які вказували на такі історико-соціальні механізми продукування примусової гетеросексуальності, була і Гейл Рубін — антропологиня і теоретикиня гендерної та сексуальної політики.

## Історія
Процес боротьби з інституціоналізацією гетеросексуальності як єдиної нормативної форми сексуальності людини почався до виникнення терміна, у 1960-70-ті роки.
Термін вперше вжила та популяризувала американська феміністка Едрієнн Річ у 1982 році в есе «Примусова гетеросексуальність і лесбійське існування», де піддала сумніву твердження, що усі жінки від природи є гетеросексуальними, і категорично не погодилася з постійним нав'язуванням їм гетеросексуальності, що підживлювалося протягом століть під впливом різних соціокультурних факторів і трактувалося як єдина можлива для жінок форма сексуальної орієнтації.
Спочатку Річ написала це есе, щоб кинути виклик лесбійському стиранню в більшості феміністичної літератури. Вона стверджує, що стаття була написана не для остракізму чи розширення розколів, а як заклик для гетеросексуальних феміністок дивитися на гетеросексуальність як на репресивний політичний інститут і допомагати демонтувати та змінити його. Вона закликає їх спрямувати свою увагу на інших жінок і стверджує, що лесбійське існування є природним продовженням фемінізму.
Річ вводить термін «лесбійське існування» як альтернативу «лесбійству» як надто клінічному і визначає його як не лише сексуальну ідентичність, але як концепцію та дескриптор життя, що свідомо суперечить патріархальному суспільству. Лесбійське існування передбачає історичну, поточну та майбутню присутність лесбійок. З цим терміном поєднується концепція лесбійського континууму як способу розширити лесбійське існування, включивши в нього жіночу дружбу, товариські стосунки та будь-який інший тип емоційно інтимних стосунків між жінками. Термін «лесбійка» обмежує ці інтимні стосунки лише романтичними або сексуальними, обмежуючи термін «еротика». Термін лесбійський континуум розширюється до визначення еротизму Одрі Лорд.
Визначення еротики Лорд вилучає її з сексуального контексту, в який вона була поміщена, і наближає еротику до витоків слова ерос, кохання в усіх його аспектах. За Лорд, еротика — це здатність жінки відчувати величезну радість, коли вона втручається у свої найпотаємніші бажання, використовуючи свою творчу енергію, ділячись глибшими зв’язками з іншими та роблячи те, що вроджено правильно. Повний досвід еротики небезпечний для патріархату, тому що жінки шукатимуть задоволення в усіх аспектах свого життя, коли вони зрозуміють повну здатність радості, яку можуть відчути. Це порушило б пріоритетність чоловічих бажань. 
Примусова гетеросексуальність як інститут діє на людей від народження, і люди вважаються гетеросексуальними, доки не буде доведено протилежне. У зв’язку з цим Сандра Бем стверджує, що сексуальні меншини мають більший «глобальний розвиток ідентичності» від людей, які досліджують свій досвід і самовідчуття, на відміну від суспільства. Встановлено, що негетеросексуальні люди вважають свою орієнтацію невід’ємною частиною своїх стосунків з іншими та основою своєї загальної ідентичності. 
Катерина Деліовскі стверджує, що західна культура не тільки примушує жіночу сексуальність до протилежної статі, але й до тієї ж раси, застосовуючи термін обов’язкова «біла» гетеросексуальність. Це видно в расистських стереотипах про агресивних темношкірих чоловіків або про азіаток у ЗМІ. Деліовскі стверджує, що коли Річ каже, що обов’язкова гетеросексуальність структурно забезпечує права чи потреби чоловіків, це справді гарантує їх білим чоловікам. Витоки дотримання примусової гетеросексуальності лежать не тільки у комфорті чоловіків, але й у підтримці білості в суспільстві та інституційному плані, як можна бачити з того, наскільки міжрасові шлюби були незаконними.

## Виноски
1. 1 2  Hidalgo, Danielle Antoinette; Royce, Tracy (4 грудня 2017). Turner, Bryan S (ред.). Compulsory Heterosexuality. The Wiley-Blackwell Encyclopedia of Social Theory  (англ.). Oxford, UK: John Wiley & Sons, Ltd. с. 1—2. doi:10.1002/9781118430873.est0064. ISBN 978-1-118-43086-6.
2. ↑  Butler, Judith (1990). Gender trouble : feminism and the subversion of identity. New York, NY. ISBN 0-415-90042-5. OCLC 19630577. Архів оригіналу за 26 січня 2022. Процитовано 28 лютого 2021.
3. ↑  Morgenroth, Thekla; Ryan, Michelle K. (27 липня 2018). Gender Trouble in Social Psychology: How Can Butler’s Work Inform Experimental Social Psychologists’ Conceptualization of Gender?. Frontiers in Psychology. Т. 9. doi:10.3389/fpsyg.2018.01320. ISSN 1664-1078. PMC 6072877. PMID 30100895. Архів оригіналу за 7 січня 2021. Процитовано 28 лютого 2021.{{cite news}}:  Обслуговування CS1: Сторінки із непозначеним DOI з безкоштовним доступом (посилання)
4. ↑  Marchia, Joseph; Sommer, Jamie M (2019-03). (Re)defining heteronormativity. Sexualities (англ.). Т. 22, № 3. с. 267—295. doi:10.1177/1363460717741801. ISSN 1363-4607. Архів оригіналу за 23 листопада 2021. Процитовано 28 лютого 2021.
5. ↑  Carroll, Rachel (2012). Rereading Heterosexuality : Feminism, Queer Theory and Contemporary Fiction. Edinburgh: Edinburgh University Press. ISBN 978-0-7486-4908-2. OCLC 795695196.
6. ↑  S., Rubin, Gayle. The traffic in women : notes on the "political economy" of sex. OCLC 898434337.
7. ↑  Seidman, Steven (2009-03). Critique of compulsory heterosexuality. Sexuality Research and Social Policy (англ.). Т. 6, № 1. с. 18—28. doi:10.1525/srsp.2009.6.1.18. ISSN 1868-9884. Процитовано 28 лютого 2021.
8. ↑  Rich, Adrienne Cecile (19 грудня 2019). Compulsory heterosexuality and lesbian existence*. Routledge International Handbook of Heterosexualities Studies. Abingdon, Oxon ; New York, NY : Routledge, 2020. | Series: Routledge international handbooks: Routledge. с. 21—47. ISBN 978-0-429-44073-1.
9. ↑  Shevchenko, Z. V. (2016). Slovnyk gendernykh terminiv. Cherkasy. ISBN 978-966-920-148-5. OCLC 1005935983.